# كثيلا

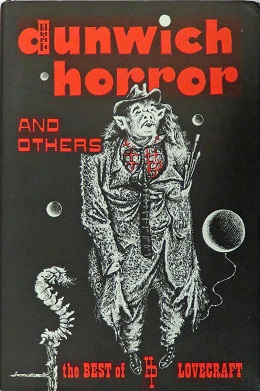
سترة الغبار في فيلم The Dunwich Horror وآخرون

كثيلا (بالإنجليزية: Cthylla)‏ (الابنة السرية لكثولو) هي شخصية خيالية في عالم كثولو ميثوس للكاتب هوارد فيليبس لافكرافت، وهي من إنشاء براين لوملي الذي ذكرها أول مرة في روايته "The Transition Of Titus Crow" ولكنه لم يصفها. لكن تينا ل. جينز وصفت كثيلا بأنها أخطبوط عملاق مجنح في قصتها القصيرة "In His Daughter's Darkling Womb".
قد يكون اسم كثيلا مستوحى من الوحش البحري الإغريقي سيلا.

## كثيلا في الميثوس
تصنف كثيلا في عالم كثولو ميثوس من القدامى العظام (Great Old Ones)، وهي أصغر نسل كثولو ورفيقته إيد-يا. جاءت من نجم زوث ولكنها الآن تعيش على الأرض في منطقة يي، ويحرسها أتباع كثولو. قدر كثيلا أن تلد كثولو العظيم ثانية بعد أن يدمر في المستقبل البعيد. تعتبر أساسية لخطط كثولو ولذلك فهي تخضع لحراسة مشددة من قبل عدد لا يحصى من كائنات اليوغيا و الديب ونز. في خاتمة "The Transition of Titus Crow" تم استعمال المشروع X في محاولة لقتل كثيلا بقنبلة ذرية تحت أرضية. تعرضت كثيلا لجراح وتمكنت من الهرب، لكن غضب كثولو أدى إلى تكرار احداث القصة القصيرة نداء كثولو.
لم يصف لوملي فيزيائيا كثيلا، لكنها ظهرت في القصة القصيرة "In His Daughter's Darkling Womb" التي ألفتها تينا ل. جينز. تظهر كثيلا كأخطبوط عملاق أحمر اللون، مخطط بالأسود، سداسي العيون وله جناحان صغيران. تستطيع مثل أبيها أن تغير بعض مواصفات جسمها عند الرغبة، مثل تكبير جناحيها لتتمكن من الطيران. لها ثمان أطراف كجميع الأخطبوطات لكنها تستطيع تغيير عدد أطرافها (عرفت بأنها قد تمتلك إثني عشر طرفا في نفس الوقت). كل طرف يحمل عددا كبيرا من المخالب الحادة، وطول كل منها يبلغ حوالي خمس إنشات.
تحكي قصة جينز القصيرة عن إمساك باحثين بكثيلا ظانين أنها نوع نادر من الأخطبوطات الغير مستكشفة. ومن أجل دراستها وتحليل طبيعتها حاولوا جعلها حاملا عن طريق التلقيح الاصطناعي النفسي.
في رواية بيتر راوليك المسماة "In the Hall of the Yellow King" تظهر كثيلا في هيئة هيومانويد أو أفاتار قد تتزوج من الوحش هاستور.